# Vopadeva
Vopadeva var en indisk grammatiker från 1200-talet, författare till en i Indien, särskilt i Bengalen, mycket använd sanskritgrammatik, benämnd Mugdhabodha (utgiven i västerlandet av Otto von Böhtlingk, Sankt Petersburg, 1847), ävensom andra verk. 
Han använder ett grammatiskt system som är mer förenklat och lämpat för nybörjare än Paninis konkurrerande form och terminologi, som är skriven i en ytterst kortfattad rebusstil. Vopadeva anges av traditionen vara författare till Bhagavatapurana (jämför Vishnupurana). 